# Mount Vancouver
Mount Vancouver je hora v pohoří svatého Eliáše, na jihozápadě teritoria Yukon, v Kanadě.
Leží v těsné blízkosti hranice s Aljaškou (hlavní vrchol leží v Kanadě, hora zasahuje i na území Spojených států), na území Národního parku Kluane a Národního parku Wrangell-St. Elias. Nachází se ve střední části pohoří, jihovýchodně od nejvyšší hory pohoří a Kanady Mount Logan.
S nadmořskou výškou 4 812 m náleží Mount Vancouver mezi nejvyšší hory Severní Ameriky a do první desítky nejvyšších hor v Kanadě.
Od roku 1881 je hora pojmenovaná podle kapitána Britského královského námořnictva George Vancouvera, který prozkoumal oblast jihovýchodní Aljašky v letech 1792 až 1794.
Mount Vancouver má dva další sekundární vrcholy Mount Vancouver-Good Neighbor Peak (4 780 m) a Mount Vancouver-Middle Peak (4 760 m).